# Casa Club
O Casa Club foi um canal de televisão por assinatura mexicano, fundado em 1997, dedicado à arquitetura, decoração e assuntos relacionados ao lar. Era distribuído no Brasil pela NET e em Portugal pelo MEO. Foi extinto em 1 de julho de 2015, passando a se chamar Más Chic.

## Temas diários
A 1 de março de 2011, renova o seu logótipo e slogan e divide a sua programação em 5 temas diários.
"Mejora tu familia": É o segmento de segunda-feira que se especializa na familia.
- Celebraciones en Familia
- Viajando con Niños
- Reto de Cenas
- Vida Mamá
- Recién Nacidos

"Mejora tu look": É o segmento de terça-feira que se especializa na moda e na beleza.
- Renueva mi Vestuario
- Detrás de las Grandes Marcas
- New Look, New Life
- Chica Sexy

"Mejora tu espacio": É o segmento das quartas-feiras que se especializam na decoração e desenho.
- Desafiando al Color
- Ecovida: Programa criado em 2011 que procura chegar às casas com informação e conselhos para proteger o meio ambiente. A sua apresentadora é colombiana Carolina Gonzalez Walteros.
- De la Mano de Herminia
- Sarah 101

"Mejora tu paladar": É o segmento das quintas-feiras que se especializam na cozinha.
- Sueños de Chocolate
- Bake with Anna Olson
- Food Hunting
- Cocinando con Nick Stellno
- Inspirate con Sandra Lee
- Solo 5 Ingredientes
- Cocina Ideal

“Mejora tu ser”: Segmento das sextas-feiras que se especializa nos temas da vida.
- Vivir Sura
- Explorate
- Hola Mayte
- Por Tu Salud

"Ella Weekends": O melhor da programação é aos fins de semana.
- Confesiones Más Real
- Ranking de las Estrellas
- Tory & Dean

"Tele Novelas": Desde 2013, têm sido transmitidas telenovelas, como é o caso de Mujeres al límite, e Aquí mando yo, entre outras.

## Canal Ella
Este canal é o nome com o qual Casa Club TV é transmitido somente nos Estados Unidos e Puerto Rico.